# Melk en water-arrest
Het Melk en water-arrest (HR 14 februari 1916, NJ 1916/681), ook wel bekend als Melkventer-arrest, is een klassiek arrest uit 1916, waarin de Nederlandse Hoge Raad de leer van Afwezigheid van alle schuld (AVAS) heeft geïntroduceerd.
Afwezigheid van alle schuld is een buitenwettelijke schulduitsluitingsgrond. Bij afwezigheid van alle schuld dient een verdachte niet veroordeeld te worden, aldus de Hoge Raad.  Het arrest speelt ook een rol in het leerstuk deelneming.

## Casus
In Amsterdam was het volgens artikel 303 van de Algemene Politie Verordening verboden om aangelengde melk als volle melk te verkopen. Een veehouder had melk met water verdund zonder dit te openbaren en liet dit product door zijn knecht als volle melk verkopen. De knecht had geen weet van dit bedrog en hem viel niets te verwijten. Door zogenaamde afwezigheid van alle schuld werd de knecht niet schuldig bevonden.

## Rechtsvraag
Is de knecht verwijtbaar (Nee) 

## Procesgang en relevantie
De veehouder was door de rechtbank veroordeeld tot een geldboete van vijfentwintig gulden voor het doen afleveren van aangelengde melk (doen plegen). Tegen dit vonnis ging de veehouder in cassatie. Het cassatieberoep werd verworpen. Ook bevestigde de Hoge Raad het beginsel van afwezigheid van alle schuld:

dat toch niets, bepaaldelijk niet de geschiedenis van het Wetb. van Strafr., er toe dwingt om aan te nemen, dat bij het niet-vermelden van schuld als element in de omschrijving van een strafbaar feit, in het bijzonder van een overtreding, onze wetgever het stelsel huldigt, dat bij gebleken afwezigheid van alle schuld niettemin strafbaarheid zou moeten worden aangenomen, tenzij er een grond tot uitsluiting daarvan in de wet mocht zijn aangewezen;

Deze afwezigheid van alle schuld bij de verkoper (de feitelijk dader) impliceert volgens de Hoge Raad niet dat ook zijn baas (de middellijk dader) vrijuit gaat. Er is sprake van doen plegen als iemand een ander een delict laat plegen waarvoor die ander zelf niet kan worden gestraft. 